# Ona Catalana
Ona Catalana fue una cadena de radio privada con presencia en España y Andorra. 
Inició sus emisiones en 1998, únicamente en la provincia de Gerona y desde el año 2000 en toda Cataluña España y Andorra. En 2005, tras ser adquirida por el Grupo Prisa, cambió el formato convencional para transformarse en radiofórmula. Tras su desaparición, en 2007, parte de sus emisoras formaron en una nueva cadena denominada Ona fm.

## Historia
Inicialmente, la cadena la formaron cinco emisoras comerciales gerundenses (Ona Girona, Ràdio Pirineus, Ràdio Ripoll, Ràdio Costa Brava y Ràdio Olot), algunas de ellas con una larga trayectoria histórica, que se asociaron para emitir conjuntamente parte de la programación, bajo el nombre de Ona Catalana. Las emisiones iniciaron el 27 de abril de 1998.
Con la voluntad de ampliar su radio de cobertura y convertirse en la primera cadena privada de Cataluña íntegramente en lengua catalana, en 1999 Ona Catalana se presentó al concurso público de adjudicación de frecuencias, donde fue uno de los grupos más beneficiados. La Generalidad de Cataluña, gobernada por Convergència i Unió, le adjudicó siete frecuencias: tres en la provincia de Tarragona (Gandesa, Tortosa y Vendrell), dos en la de Lérida (Pont de Suert y Viella), una en la Gerona (Figueras) y otra en la Barcelona (Vich).
Paralelamente, Ona Catalana inició una serie de alianzas con pequeños empresarios del sector para lograr más frecuencias, llegando a un acuerdo de arrendamiento con la familia Daurella, propietaria de tres frecuencias (en Barcelona, Reus y Gerona) a través de la empresa Radio Ambiente Musical, SA (RAMSA). Así mismo, se llegó a un acuerdo con Salvador Solé, propietario de Cadena Musical, para asociar sus tres emisoras en la provincia de Lérida (Tárrega, Cervera y Tremp). Y finalmente, en octubre de 1999, se cerró una alianza con el Grupo Zeta, editor del diario El Periódico de Catalunya, que también aspiraba a crear su propia cadena radiofónica tras haber obtenido tres frecuencias (en Martorell, Santa Coloma de Farnés y Cambrils) en el último concurso. El pacto supuso la entrada de Zeta en Ona Catalana con un 35% del capital, incorporando a la cadena sus tres emisoras, junto a otras dos que ya poseía en Andorra. 
En total, a 1 de noviembre de 1999 Ona Catalana disponía de 23 emisoras, entre propias y asociadas: 21 en Cataluña y dos en territorio andorrano. Debido a la cantidad de emisoras, se decidió repartirlas en dos ofertas programáticas distintas: un canal de tipo convencional, de programación generalista, bajo en nombre de Ona Catalana, y un canal de radiofórmula musical, con el nombre de Ona Música. La primera en empezar a emitir fue Ona Música, el 15 de noviembre de 1999.
Las emisiones de la cadena convencional, Ona Catalana, tardaron prácticamente un año en ponerse en marcha. La inauguración oficial tuvo lugar el 11 de septiembre de 2000, coincidiendo con la celebración de la Diada Nacional de Cataluña. La red inicial de Ona Catalana quedó formada por doce estaciones: Ona Barcelona, Onagirona, Ona Lleida, Ona Tarragona, Ràdio Olot, Ràdio Pirineus, Ràdio Ripoll, Ona Ribagorça, Ona Osona, Ona Empordà, Ona de l'Ebre y Ona Penedès. Pocas semanas más tarde, el 30 de octubre de 2000, se inauguró Ona Andorra. La emisora barcelonesa funcionaba como cabecera de la cadena, y desde sus estudios de emitía toda la programación, repetida por el resto de emisoras salvo algunas franjas de desconnexión local.
A lo largo de 2002 la cadena vivió múltiples turbulencias institucionales. En abril Bartolomé Espadalé y Jordi Martí, consejero delegado y gerente, respectivamente, presentaron su dimisión, después que el Grupo Zeta presentara una querella contra ambos, por
estafa y por falsear las cuentas de la sociedad para disponer de ellas fraudulentamente. La querella se resolvió a favor de Espadalé y Martí, con el auto del juzgado n.º 15 de Barcelona, que dictó el sobreseimiento libre y el archivo de todas las diligencias. Espadalé  permaneció en el Consejo y en el accionariado de la sociedad que luego pasaría al Grupo Prisa.  Pocos meses después, en agosto de 2002, Zeta salió del accionariado de Ona Catalana, SA vendiendo su participación del 35% a Radio Ambiente Musical, SA (RAMSA), que se convirtió en el accionista mayoritario de la cadena.